# Белорусская улица (Санкт-Петербург)
Белору́сская улица — меридиональная улица в жилом районе Ржевка-Пороховые Красногвардейского административного района Санкт-Петербурга. Проходит от Хасанской улицы до проспекта Косыгина.

## История
Получила название 6 декабря 1976 года по другой упразднённой улице на Пороховых, вошедшей в застройку улицы Коммуны и проспекта Ударников.
В ходе строительства Колтушского путепровода через железнодорожные пути станции Заневский Пост Белорусская улица была укорочена на 50 метров.

## Объекты
- лицей № 265 — дом 10;
- детский сад № 73 — дом 16, корпус 3;
- школа № 191 — дом 26, корпус 2.

## Пересечения
С юга на север (по увеличению нумерации домов) Белорусскую улицу пересекают следующие улицы:
- Хасанская улица — Белорусская улица примыкает к ней;
- Ленская улица — пересечение;
- проспект Косыгина — Белорусская улица примыкает к съезду с Колтушского путепровода.

## Транспорт
Ближайшие к Белорусской улице станции метро — «Проспект Большевиков» и «Ладожская» 4-й (Правобережной) линии.
На улице расположена одноимённая автобусная станция.